# Prvenstvo Hrvatske u hokeju na travi 2021./22.
Prvenstvo Hrvatske u hokeju na travi za muškarce za sezonu 2021./22. je osvojila momčad '"Mladost" iz Zagreba. 

## Prva liga

### Sudionici
- Concordia 1906 - Zagreb
- Jedinstvo - Zagreb
- Marathon - Zagreb
- Mladost - Zagreb
- Mladost II - Zagreb
- Trešnjevka - Zagreb
- Zelina - Sveti Ivan Zelina
- Zrinjevac - Zagreb

### Ljestvica
| mj | klub           | ut | pob | neod | por | gol+ | gol- | GR  | bod |             |
| -- | -------------- | -- | --- | ---- | --- | ---- | ---- | --- | --- | ----------- |
| 1. | Zelina         | 14 | 12  | 1    | 1   | 89   | 38   | +51 | 37  | doigravanje |
| 2. | Concordia 1906 | 14 | 12  | 0    | 2   | 87   | 32   | +55 | 36  | doigravanje |
| 3. | Mladost        | 14 | 10  | 0    | 4   | 74   | 31   | +43 | 30  | doigravanje |
| 4. | Trešnjevka     | 14 | 7   | 1    | 6   | 71   | 55   | +16 | 22  | doigravanje |
| 5. | Zrinjevac      | 14 | 6   | 1    | 7   | 41   | 57   | -16 | 19  |             |
| 6. | Marathon       | 14 | 4   | 1    | 9   | 47   | 67   | -20 | 13  |             |
| 7. | Jedinstvo      | 14 | 3   | 0    | 11  | 27   | 65   | -38 | 9   |             |
| 8. | Mladost II     | 14 | 0   | 0    | 14  | 12   | 103  | -91 | 0   |             |

### Rezultatska križaljka
| kratica | klub           | CON | JED | MAR | MLA1 | MLA2 | TRE | ZEL | ZRI |
| --- | -------------- | --- | --- | --- | ---- | ---- | --- | --- | --- |
| CON | Concordia 1906 |     |     |     |      |      |     |     |     |
| JED | Jedinstvo      |     |     |     |      |      |     |     |     |
| MAR | Marathon       |     |     |     |      |      |     |     |     |
| MLA1 | Mladost        |     |     |     |      |      |     |     |     |
| MLA2 | Mladost II     |     |     |     |      |      |     |     |     |
| TRE | Trešnjevka     |     |     |     |      |      |     |     |     |
| ZEL | Zelina         |     |     |     |      |      |     |     |     |
| ZRI | Zrinjevac      |     |     |     |      |      |     |     |     |
| |                |     |     |     |      |      |     |     |     |
| podebljan rezultat - utakmice od 1. do 7. kola (1. utakmica između klubova) rezultat normalne debljine - utakmice od 8. do 14. kola (2. utakmica između klubova) rezultat nakošen - nije vidljiv redoslijed odigravanja međusobnih utakmica iz dostupnih izvora |                |     |     |     |      |      |     |     |     |

 Izvori: 

### Doigravanje
Utakmice poluzavršnice igrane 11. lipnja, a za plasman 12. lipnja 2022. godine. 
| klub1          | rezultati     | klub2         | napomene                                                         |
| poluzavršnica  | poluzavršnica | poluzavršnica | poluzavršnica                                                    |
| -------------- | ------------- | ------------- | ---------------------------------------------------------------- |
| Concordia 1906 | 3:3 (4:5 SO)  | Mladost       | "Mladost" pobijedila nakon raspucavanja                          |
| Zelina         | 5:2           | Trešnjevka    |                                                                  |
|                |               |               |                                                                  |
| za 3. mjesto   |               |               |                                                                  |
| Concordia 1906 | 1:1 (3:2 SO)  | Trešnjevka    | "Concordia 1906" pobijedila nakon raspucavanja                   |
|                |               |               |                                                                  |
| za prvaka      |               |               |                                                                  |
| Zelina         | 4:4 (1:3 SO)  | Mladost       | "Mladost" pobijedila nakon raspucavanja "mladost" prvak Hrvastke |

 Izvori: 

### Konačni poredak
| mj | klub           |
| -- | -------------- |
| 1. | Mladost        |
| 2. | Zelina         |
| 3. | Concordia 1906 |
| 4. | Trešnjevka     |
| 5. | Zrinjevac      |
| 6. | Marathon       |
| 7. | Jedinstvo      |
| 8. | Mladost II     |

## Vanjske poveznice
- Hrvatski hokejski savez
- hhs-chf.hr, Prvenstvo Hrvatske za seniore i seniorke